# Greta Stevenson

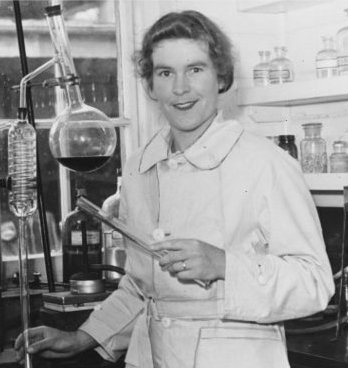
Greta Barbara Stevenson (ca. 1941)

Greta Barbara Stevenson (* 10. Juni 1911 in Auckland, Neuseeland; † 18. Dezember 1990 in London, Vereinigtes Königreich) war eine neuseeländische Botanikerin, Mykologin und Bergsteigerin.

## Leben
Greta Barbara Stevenson wurde am 10. Juni 1911 als älteste von vier Kindern der Eheleute Grace Mary Scott und William Stevenson, einem Angestellten, in Auckland geboren. 1914 zog die Familie nach Dunedin, wo ihr Vater eine Stelle als Direktor in der Firma Irvine and Stevenson's St George, die in der Lebensmittelverarbeitung tätig war, erhielt. Greta Stevenson besuchte die Maori Hill School in Dunedin und war dort Klassenbeste im Jahr 1924. Von 1925 bis 1928 besuchte sie das Columba College der Stadt und war dort 1927 beste Schülerin. Im Jahr 1929 begann sie ihr Studium als Botanikerin an der University of Otago und schloss 1933 ihren Master mit Auszeichnung ab. Sie bekam mehrere Stipendien und eine ihrer Arbeiten bezüglich der parasitäre Pflanze Korthalsella wurde bereits 1934 in den Transactions and Proceedings der Royal Society of New Zealand veröffentlicht.
In den 1930er Jahren begann sie mit dem Bergsteigen und erklomm am 15. Januar 1933 zusammen mit ihrer Partnerin Lella Davidson den 2830 m hohen Ostgipfel des Mount Earnslaw/Pikirakatahi. Dies war die erste bedeutende Gipfelbesteigung in Neuseeland durch eine reine Frauengruppe. Weitere Gipfelbesteigungen folgten, auch in der Region des Aoraki/Mount Cook. Stevenson galt als starke, athletische und vor allem verlässliche Bergsteigerin in der Gruppe.

### England ab 1934
1934 ging sie nach England, um am Imperial College of Science and Technology in London ihre Promotion und das College in Mykologie und Pflanzenpathologie abzuschließen.
Am 16. Oktober 1936 heiratete Stevenson den Forschungsstudenten der Chemietechnik, Edgar Cone, mit dem sie zwei Kinder haben sollte. Während ihrer Zeit in England war sie von 1935 bis 1938 Mitglied im dortigen Ladies' Alpine Club und praktizierte weiterhin aktiv das Bergsteigen.

### Neuseeland ab 1938
1938 kam sie mit ihrem Mann zurück nach Neuseeland und siedelte nach einer kurzen Zeit in Dunedin in Wellington, wo sie als Analystin für den dortigen City Council arbeitete, als Bodenmikrobiologin für die DSIR Geophysics Division tätig war und im Fach Wissenschaft an verschiedenen weiterführenden Schulen unterrichtete. Sie engagierte sich in einigen Botanical Societies in Neuseeland und war von 1944 bis 1946 Präsidentin der Wellington Botanical Society. Dem Bergsteigen weiterhin verbunden, war sie von 1934 bis 1949 Mitglied des New Zealand Alpine Club und von 1941 für zwei Jahre Mitglied des Komitees der Sektion für Wellington. Von 1954 bis 1957 erhielt sie das Nuffield-Forschungsstipendiat des Cawthron Institute in Nelson und konnte über die symbiotischen Verbindungen der einheimischen Pflanzen Neuseelands forschen.

### England ab 1958
1958 kehrte sie mit ihrem Mann nach England zurück, wo sie sich von ihm trennte, aber erst 1966 scheiden ließ. Sie behielt ihren Ehenamen, veröffentlichte aber stets unter dem Namen Greta Stevenson. In der Zeit in England arbeitete sie zunächst wieder am Imperial College of Science and Technology in London, wechselte aber später zu Hochschulinstituten in der Grafschaft Sussex und in der Stadt Winchester in der Grafschaft Hampshire, wo sie auch lehren konnte.
Im Kew Bulletin veröffentlichte sie von 1962 bis 1964 Arbeiten mit insgesamt über 100 neuen Arten von neuseeländischen Pilzen, zudem mit eigenen Aquarell-Illustrationen versehen.

### Neuseeland ab 1970
1970 zog es sie zurück nach Wellington, wo sie über 10 Jahre als unbezahlte Forschungsbeauftragte für Botanik an der Victoria University of Wellington tätig war. In der New Zealand Women Writers' Society war sie im Vorstand und von 1975 bis 1977 dort als Bibliothekarin tätig. 1980 zog sie nach Christchurch, um im Fachbereich Botanik der University of Canterbury zu wirken. Neben Forschungstätigkeiten hielt sie Workshops ab und unterrichtete in Kursen über Pilze.

### England ab 1986
1986 kehrte sie abermals nach England zurück und verstarb am 18. Dezember 1990 in London.

## Werke
- 1946 – The Growth of a Species of the Genus Lilaeopsis in Fresh-water Reservoirs near Wellington. In: Transactions and Proceedings of the Royal Society of New Zealand. Volume 76, Part 4, 1946, S. 581–588 (englisch).
- 1954 – A Book of Ferns. J. McIndoe, Dunedin 1954 (englisch).
- 1958 – Nitrogen Fixation by Non-nodulated Plants, and by Nodulated Coriaria arborea. In: Nature. Volume 182, No. 1, November 1958, S. 1523–1524 (englisch).
- 1962 – The Agaricales of New Zealand: I. In: Kew Bulletin. Volume 15, No. 3. Springer, 1962, S. 381–385 (englisch).
- 1962 – The Agaricales of New Zealand: II. In: Kew Bulletin. Volume 16, No. 1. Springer, 1962, S. 65–74, doi:10.2307/4120348 (englisch).
- 1962 – The Agaricales of New Zealand: III. In: Kew Bulletin. Volume 16, No. 2. Springer, 1962, S. 227–237, doi:10.2307/4118823 (englisch).
- 1963 – The Agaricales of New Zealand: IV. In: Kew Bulletin. Volume 16, No. 3. Springer, 1963, S. 1–59 (englisch).
- 1964 – The Agaricales of New Zealand: V. In: Kew Bulletin. Volume 19, No. 1. Springer, 1964, S. 373–384, doi:10.2307/4108283 (englisch).
- 1970 – The Biology of Fungi, Bacteria, and Viruses. Edward Arnold, New York 1970, ISBN 978-0-7131-2266-4 (englisch).
- 1977 – New Zealand fungi. an illustrated guide. University of Canterbury, Christchurch 1977, ISBN 978-0-908812-29-5 (englisch).
- 1978 – Botanical evidence linking the New Zealand Maoris with New Caledonia and the New Hebrides. an illustrated guide. In: Nature. Volume 276, 1978, S. 704–705 (englisch).
- 1982 – Field guide to fungi. University of Canterbury, Christchurch 1982, ISBN 978-0-900392-30-6 (englisch).

### Als Co-Autorin
- 1975 – J. Edmund Sherida, Greta Stevenson, Julie Elizabeth Harper: Poplar leaf rust and its control. Victoria University of Wellington, Wellington 1975 (englisch).